# Rathaus Mertert

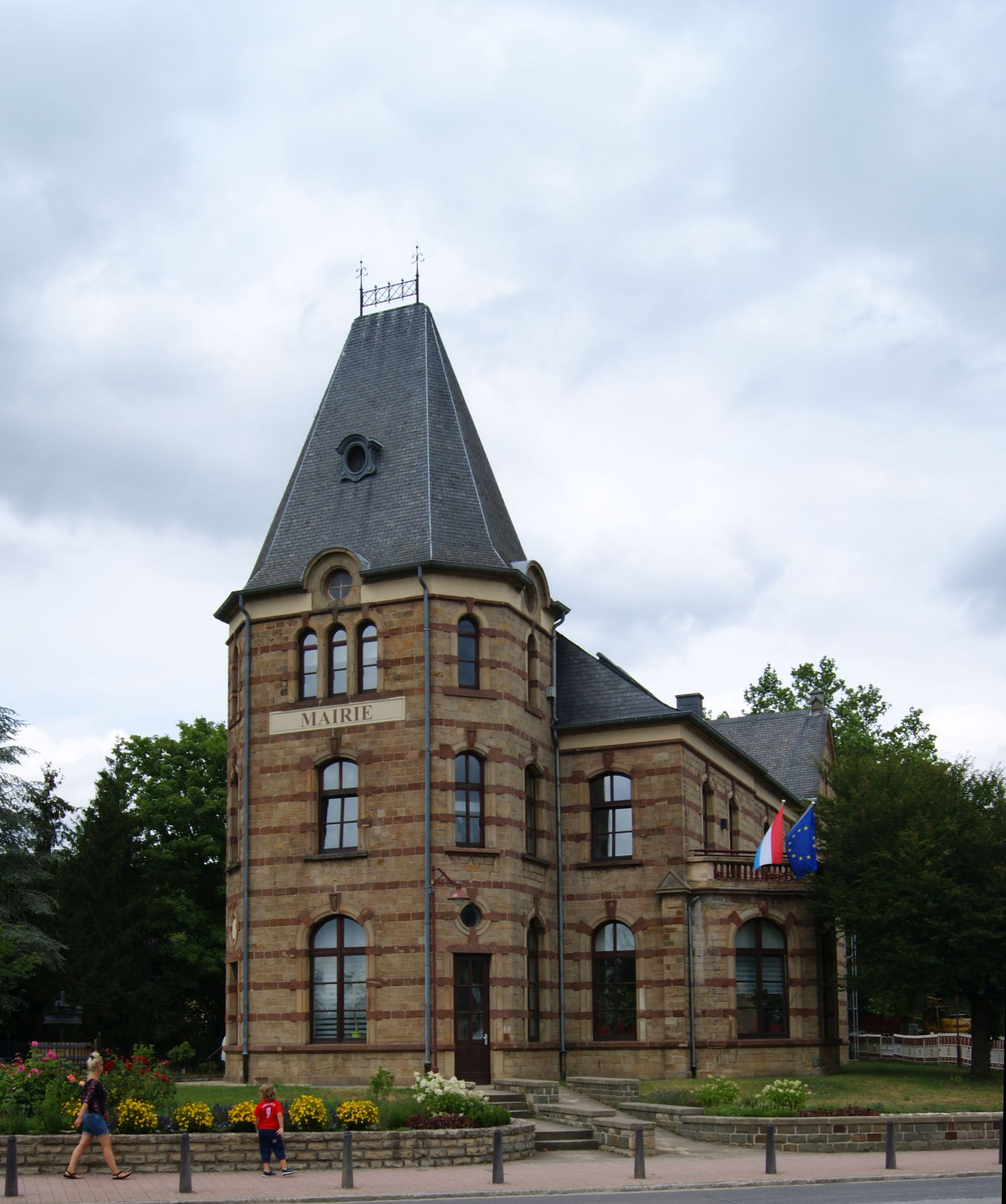
Rathaus und ehemaliger Bahnhof in Wasserbillig

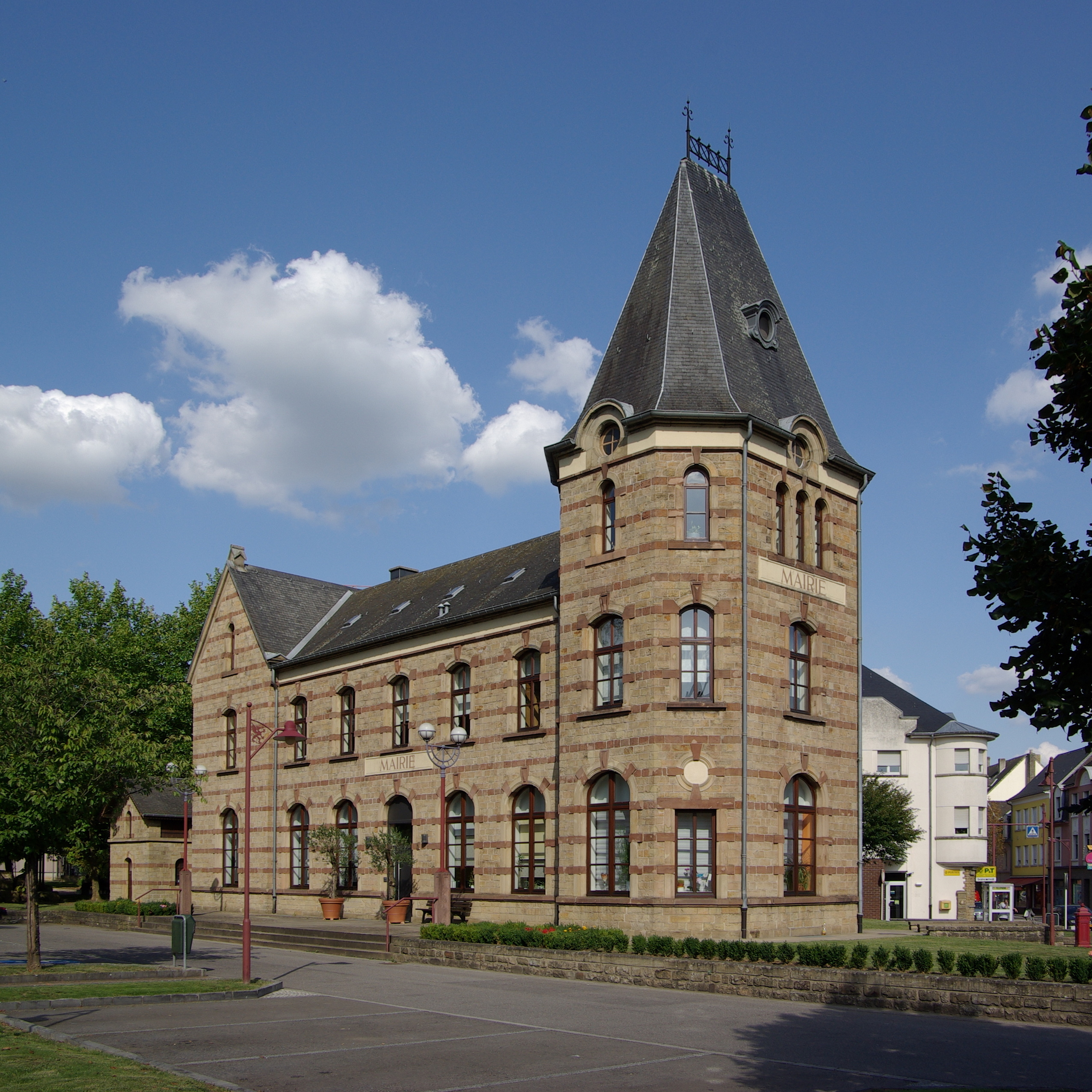

Das Rathaus Mertert (lux.: Gemengenhaus Mäertert, franz.: Mairie de Mertert) wurde ursprünglich als Prinz-Heinrich-Bahnhof errichtet. Der im neoklassizistischen Stil erbaute Bahnhof steht im Ort Wasserbillig (lux.: Waasserbëlleg) und war Teil der Bahnstrecke Ettelbrück–Grevenmacher der Prinz-Heinrich-Eisenbahngesellschaft.
1874, 13 Jahre nach der Eröffnung der Wilhelm-Luxemburg-Bahn (1861), wurde die Strecke der Prinz-Heinrich-Bahn von Echternach nach Wasserbillig durch das Sauertal eröffnet, die 1891 nach Mertert bis nach Grevenmacher verlängert wurde. Der Prinz Heinrich Bahnhof wurde 1895 gebaut. 1896 wurde drin das Buffet de la Gare eingerichtet. 1954 begann die Stilllegung der Bahnstrecke Diekirch – Wasserbillig. Die ganze Bahnstrecke Ettelbrück–Grevenmacher konnte während des Bestehens nicht gewinnbringend betrieben werden. 1963 wurde der gesamte Eisenbahnverkehr auf der Strecke eingestellt.
1981 erwarb die Gemeinde Mertert das ehemalige Bahnhofsgebäude, ließ es restaurieren und nutzt es seither als Sitz der Gemeindeverwaltung. Im Bereich der ehemaligen Bahntrasse um das heutige Rathaus wurde ein Park angelegt.